# ديزج شيخ الإسلام
ديزج شيخ‌ الإسلام هي قرية في مقاطعة ملكان، إيران. في تعداد عام 2006، لوحظ وجودها، ولكن لم يتم الإبلاغ عن سكانها.